# Нолан, Билл
Уильям Чарльз Нолан (англ. William Charles Nolan; 10 июня 1894, Коннектикут — 6 декабря 1956, Sawtelle, Калифорния) — американский анимационный писатель, аниматор, режиссёр и художник.
Наиболее известен созданием и совершенствованием анимации в стиле резинового шланга, а также оптимизацией Кота Феликса. С 1925 по 1927 год он работал над свободной анимационной адаптацией «Сумасшедшего Кота» Джорджа Херримана для Маргарет Винклер, а с 1929 по 1934 год работал аниматором, сценаристом и режиссером в студии Уолтера Ланца над мультипликационном персонажем Удачливый кролик Освальд. Нолан также работал в Metro-Goldwyn-Mayer над сериалом «Капитан и дети», основанным на комиксе «Дети Катценджаммера»